# Szymon Skrzypczak
Szymon Skrzypczak (ur. 14 marca 1990 w Rawiczu) – polski piłkarz występujący na pozycji napastnika w polskim klubie Miedź II Legnica. Wychowanek Zagłębia Lubin, w swojej karierze grał także w takich zespołach jak Ruch Radzionków, MKS Kluczbork, KS Polkowice, Górnik Zabrze oraz GKS Katowice.